# Саласар Хакоб, Эрнан
Эрнан Саласар Хакоб (исп. Hernán Salazar Jacob; род. 11 декабря 1958) — чилийский шахматист, международный мастер (1986), международный судья (1989).
Участник 2-х чемпионатов мира среди юниоров (1976/77-1977).
В составе национальной сборной участник следующих соревнований:
- 7 олимпиад (1982—1994).
- 2 Панамериканских командных чемпионата (1987—1991). На чемпионате 1987 года команда Чили заняла 2-е место, а Э. Саласар Хакоб, играя на 2-й доске, завоевал серебряную медаль в индивидуальном зачёте.

## Изменения рейтинга
| Графики недоступны из-за технических проблем. См. информацию на Фабрикаторе и на mediawiki.org. |